# Bertel Thorvaldsen
Bertel Thorvaldsen (i utlandet ofta kallad Albert, i Italien Alberto), född 19 november 1770 i Köpenhamn, död 24 mars 1844 i Köpenhamn, var en dansk-isländsk skulptör inom nyklassicismen. Han var under större delen av sitt liv verksam i Rom, vilket bland annat märks genom Piazza Thorvaldsen i nordkanten av Villa Borghese. Många av hans verk finns samlade på Thorvaldsens Museum i Köpenhamn. Han är också representerad på Louvren i Paris. En av Thorvaldsens mest berömda skulpturer är Den uppståndne Kristus. Thorvaldsen är huvudperson i August Strindbergs drama I Rom.

## Biografi
Thorvaldsens far var av isländsk härkomst och var galjonssnidare på danska flottans varv. Bertel Thorvaldsen började 1781 studera i danska konstakademiens teckningsskola och fortsatte i de högre skolorna, där han i Nikolai Abraham Abildgaard fick en vägledare. Han vann flera pris och slutligen 1793 den stora medaljen, som gav honom rätt till akademins resestipendium. Resan blev uppskjuten till 1796, då han fick medfölja ett örlogsfartyg till Neapel.
Den 8 mars 1797 kom han fram till Rom. Dagen betecknade han själv som sin "andliga födelsedag". Under de första åren utförde han endast några byster och gjorde kopior efter antika förebilder. Hans lärare var Georg Zoëga som var Köpenhamnsakademins korrespondent i Rom men inspiration fick han även av målaren Asmus Jakob Carstens.
Thorvaldsen tänkte i mars 1803 återvända till Köpenhamn, men då besökte Sir Thomas Hope från England hans ateljé och beställde en staty i marmor och betalade en del av köpesumman i förskott. Thorvaldsen kunde nu stanna i Rom där han fann nya gynnare och fick beställningar. Han räknades snart bland de främsta konstnärerna och ansågs som en av den nya konstens bärande krafter. Akademin i Köpenhamn valde honom 1805 till medlem och samtidigt till professor vid modellskolan, men han stannade i Rom. Först från oktober 1818 var han ett år i Köpenhamn och på resan tillbaka till Rom besökte han bland annat Warszawa och Kraków.
Resan till Danmark inledde en ny period i Thorvaldsens konstnärsliv. Han lät nu sina elever och medhjälpare i mer väsentlig mån utföra sina skisser. Bland de konstnärer som delade hans arbete fanns Hermann Ernst Freund och Herman Wilhelm Bissen från Danmark samt Luigi Bienaimé och Pietro Tenerani från Frankrike respektive Italien. 1820 var 40 konstnärer och bildhuggare samtidigt sysselsatta i mästarens ateljéer. Själv gjorde han rättelser och efterarbetade i regel marmorexemplaren, innan de avlämnades.
Vid 70 års ålder gjorde han allvar av sin hemflyttning till Danmark. Förslaget att i Köpenhamn upprätta ett museum för hans samlade verk var nu stadfäst och såväl mästaren som flera av hans arbeten och konstsamlingar fördes hösten 1838 på en fregatt från Livorno till Köpenhamn. Våren 1841 reste Thorvaldsen en tredje gång till Rom och kom tillbaka 1842. Ett och ett halvt år senare dog han av ett slaganfall i Kungliga teaterns salong. Han är begravd på innergården till Thorvaldsens Museum.
Thorvaldsen finns representerad vid bland annat Nationalmuseum och Nordiska museet i Stockholm.

## Utmärkelser och i kulturen
Asteroiden 6257 Thorvaldsen är uppkallad efter honom.

## Verk (urval)
- Iason efter striden (1800)
- Ganymedes, Bacchus, Apollon (byster, 1804)
- Amor och Psyche
- Musernas dans på Helikon
- Briseis bortförande
- Adonis (1808)
- Psyche med urnan (1811),
- Alexanders intåg i Babylon
- Dagen och Natten (1815, medaljonger)
- Ganymedes och Jupiters örn
- Hoppet (1817)
- Mercurius Argusdödaren (1818)
- Lejonmonumentet i Luzern (utförd 1820–1821 av Lukas Ahorn)
- Kristus och de 12 apostlarna (Köpenhamns domkyrka, Vor Frue Kirke, Köpenhamn)
- Påven Pius VII:s monument för Peterskyrkan (avtäckt 1831)
- Coppernicus och Poniatowski (Warszawa)
- Schiller (Stuttgart)
- Konradin (Neapel)
- Hektors avsked (1836–1837)
- Homeros sjunger för folket (1836–1837)

### Galleri

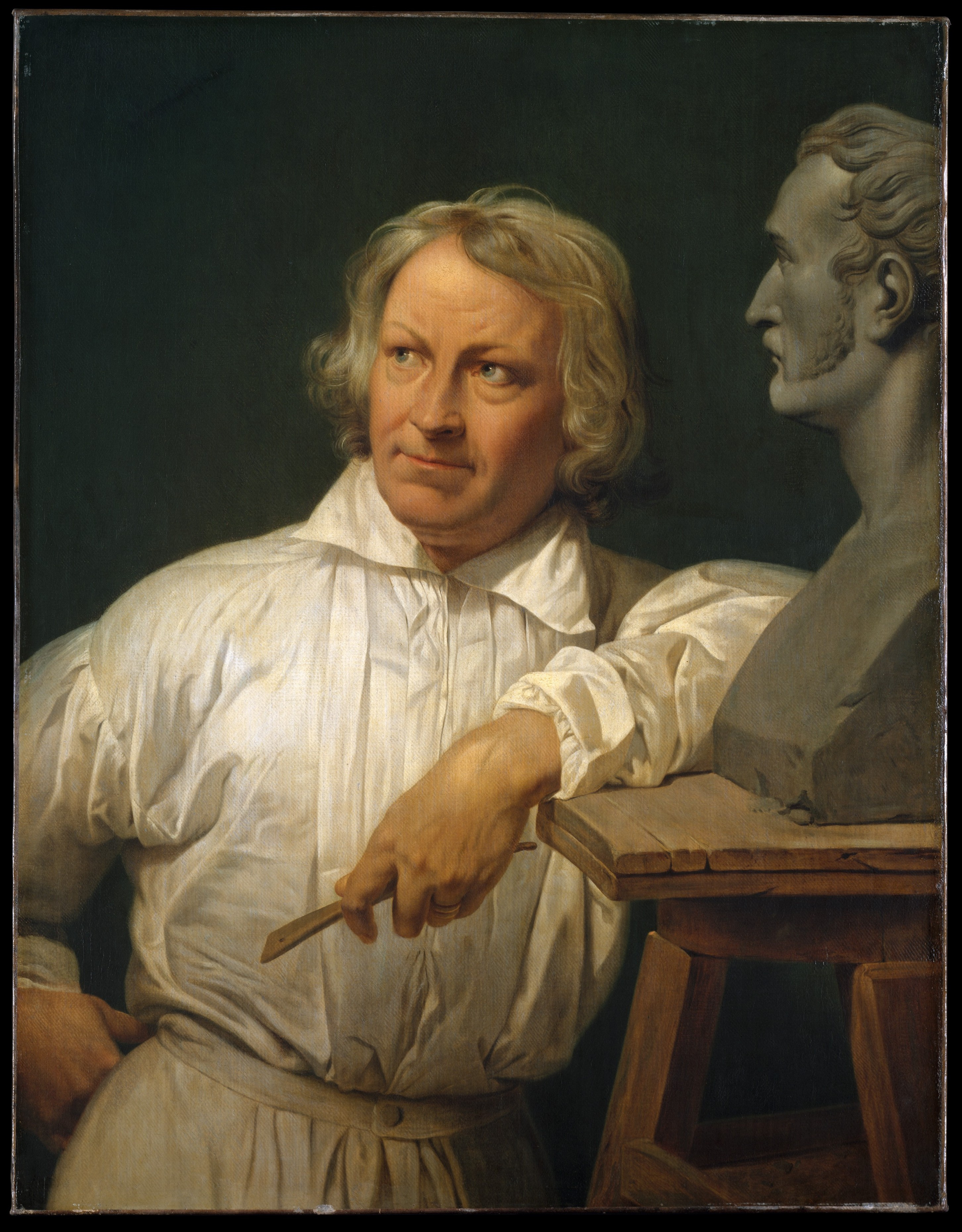
Bertel Thorvaldsen i sin ateljé porträtterad av Horace Vernet.
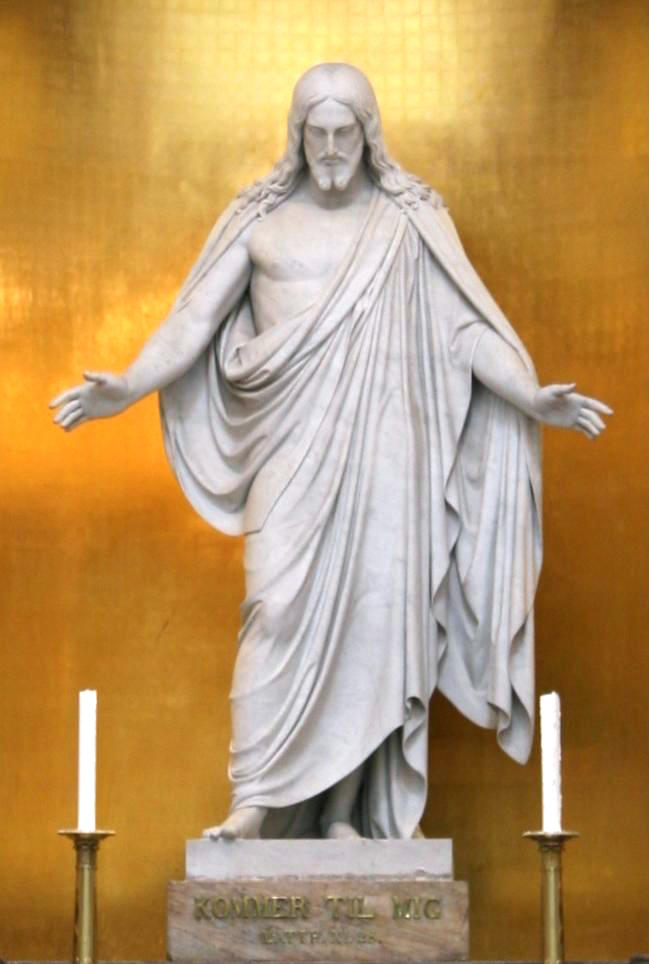
Den uppståndne Kristus av Bertel Thorvaldsen.
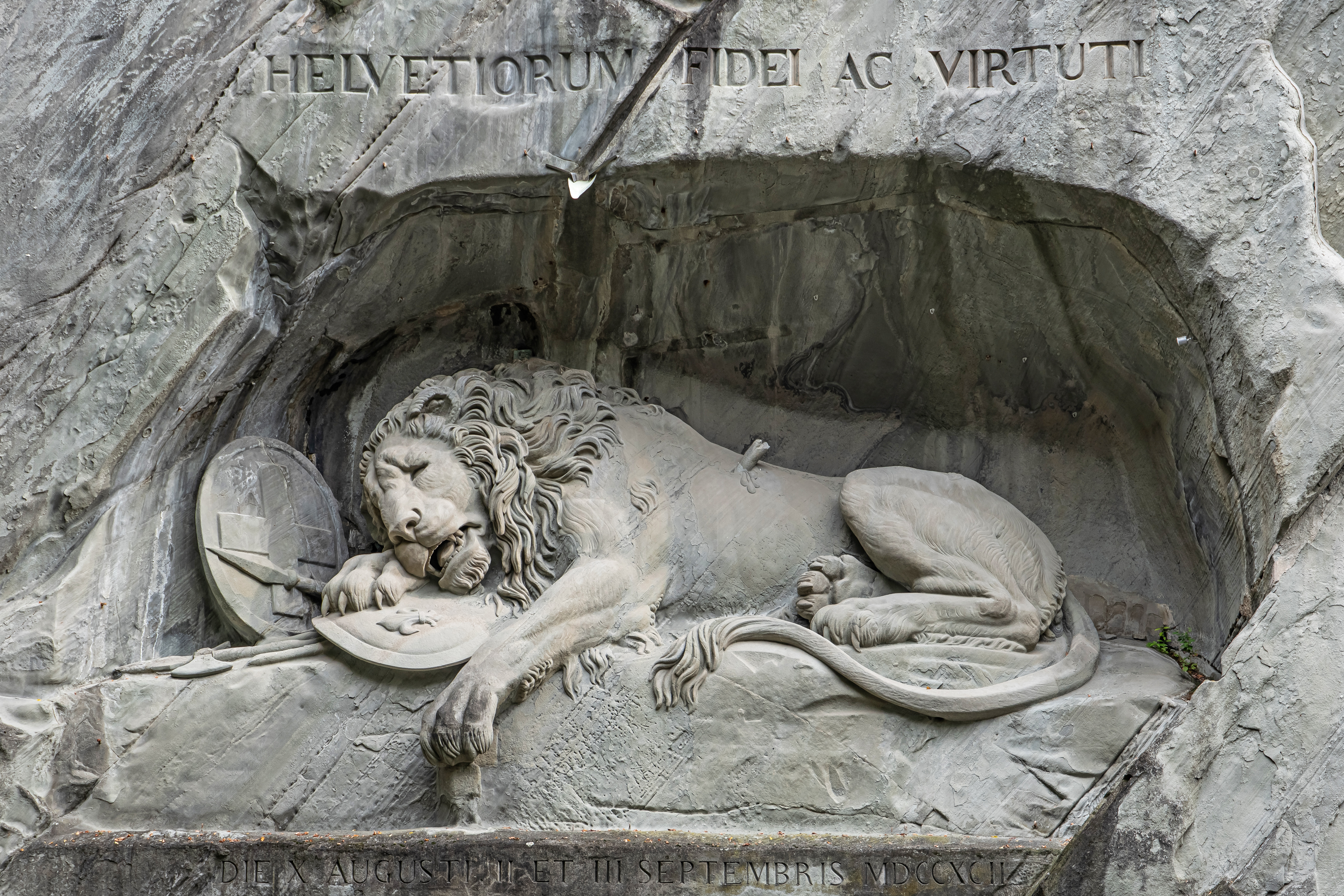
Lejonmonumentet i Luzern.
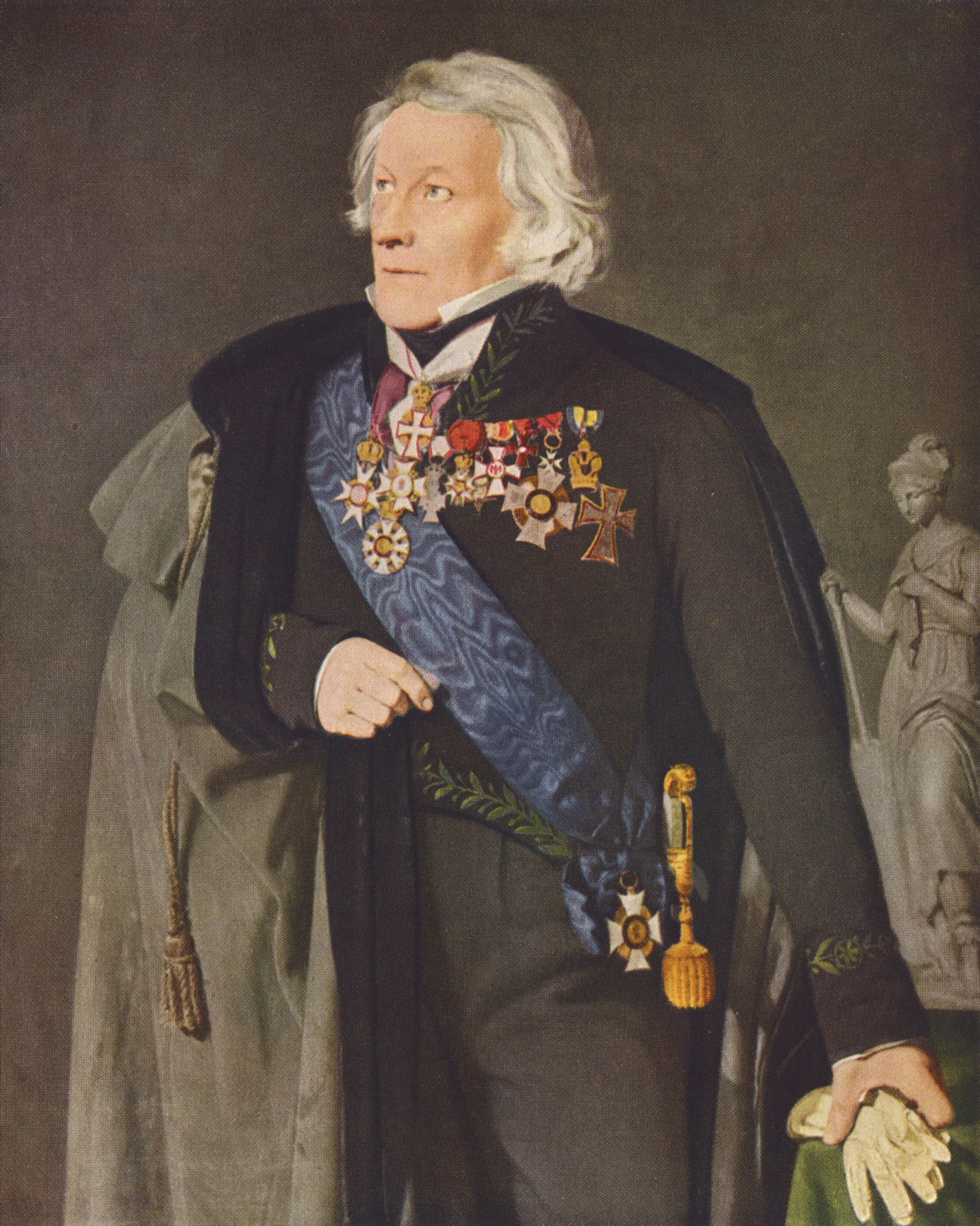
En med ordnar beprydd Thorvaldsen mot slutet av sitt liv. Porträtt målat av Christian Albrecht Jensen 1839.